# Гороховський Марко Іванович
Гороховський Марко Іванович (*2-га пол. XVIII cт., Київ — †після 1806) — український медик, доктор медицини(1795), перекладач, колезький асесор. Вихованець Києво-Могилянської академії.

## Біографія
Навчався у Києво-Могилянської академії, з 1785 — у Московському університеті на медичному факультеті. Прослухавши там теоретичний курс, мав їхати за кордон для вдосконалення майстерності, але його не відпустили.
1793 після двох невдалих іспитів на звання доктора медицини Марка Івановича призначено підлікарем до Санкт-Петербурзького генерального сухопутного госпіталю. 1795 через доктора X. Тиюрського подав до Державної медичної колегії обсервацію (огляд) «Про фізіологію дихання» (латинською мовою), яка була схвально прийнята[джерело?]. Після успішного екзамену на звання доктора медицини здобув право практикувати у Російській імперії і залишений при тому ж госпіталі.
1796 за власним проханням призначений лікарем до Кавказького намісництва, але вже в тому ж році працював у Воронізькій губернії. 1797 повернувся у Санкт-Петербург, де з 1798 працював лікарем Санкт-Петербурзького адміралтейського госпіталю, 1798–1799 направлений на госпітальний корабель.
З кінця 1800 — головний лікар Балтійського флоту. 26 листопада 1801 подав прохання про звільнення. 9 січня 1802 призначений інспектором Слобідсько-української тимчасової лікарнянської управи, 1804 — Олонецької тимчасової лікарняної управи, звідки звільнився 1806.
Ще під час навчання у Москві й Санкт-Петербурзі здійснив кілька перекладів з французької, німецької та латинської мов, зокрема переклав з французької мови працю «О младенческих болезнях, с подробным показанием причин, отличительных знаков и приличнейших средств оныя лечить» (М., 1789), з німецької — твір А. Штерка «Лечебник или наставления, относительные к деятельной врачебной науке для пользы лекарей, находящихся в армиях и небольших городах…», ч. 1—2 (М., 1789) та з латинської мови роботу Тернера «Лекарственник…» (М., 1792).